# Collie Buddz
Collie Buddz, właśc. Colin Patrick Harper (ur. 21 sierpnia 1981 w Nowym Orleanie) – bermudzki piosenkarz reggae i producent muzyczny, często eksperymentujący z gatunkami pokrewnymi. Znany głównie z singla Come Around. Jest również założycielem i właścicielem wytwórni Harper Digital. 
Zainspirowany twórczością muzyczną swojego starszego brata aktywnie korzystał ze studia już w wieku 12 lat. Matthew ostatecznie porzucił muzykę na rzecz wyższego wykształcenia jednak to w dużej mierze on jest odpowiedzialny za wprowadzenie Colina na muzyczną scenę. Colin studiował reżyserię dźwięku na uniwersytecie Full Sail w Winter Park na Florydzie.
Collie Buddz współpracował z takimi artystami jak Snoop Dogg, Major Lazer, Paul Wall, Krayzie Bone, Demarco, Yung Berg czy Riff Raff, a wcześniej także z muzykami z bermudzkiej sceny reggae takimi jak C'Daynger czy Roachekilla

## Dyskografia

### Albumy
- 2007 – Collie Buddz
- 2017 – Good Life
- 2019 – Hybrid

### Mixtape
- 2007 – 420 Mixtape
- 2009 – On The Rock
- 2010 – The Last Toke

### EP
- 2011 – Playback EP
- 2015 - Blue Dreamz EP

### Single
- 2006: „S.O.S (użyty do intra dla Kofi Kingston, jednego z wrestlerów amerykańskiej federacji WWE)
- 2006: „Come Around”
- 2007: „Mamacita”
- 2007: „Tomorrow's Another Day”
- 2007: „My Everything”
- 2007: „She Lonely”
- 2007: „Let Me Know it”
- 2007: „Sensimillia”
- 2007: „Wild Out”
- 2007: „The First Time”
- 2008: „She Gimme Love”
- 2008: „Young Girl”
- 2008: „Show Me What You Know”
- 2008: „Mary Jane”
- 2008: „Hustle”
- 2008: „Private Show”
- 2009: „Herb Tree”
- 2009: „Not For No Chain”
- 2009: „Eyez”
- 2009: „Now She Gone”
- 2009: „Fly Away”
- 2009: „Par Wid I Mon”
- 2009: „Serious”
- 2010: „Phone Call”
- 2010: „Blind to you”
- 2010: „Never Good Enough”
- 2010: „Come Down”
- 2010: „Get Down”
- 2010: „Holiday”
- 2010: „Start it up”
- 2010: „Defend your own” (feat. Krayzie Bone)
- 2010: „Playback”
- 2011: „Hope” (feat. Demarco)
- 2011: „I Feel So Good”
- 2012: „Ganja Pipe”
- 2012: „Won't Be Long”
- 2012: „Nuh Easy”
- 2012: „No Time”
- 2013: „Payback's a B***h”
- 2013: „Smoke the Weed” (feat. Snoop Dogg)
- 2014: „Light It Up”
- 2014: „Yesterday” (feat. Riff Raff & Snoop Dogg)
- 2015: „Prescription”
- 2015: „Go Hard”
- 2015: „It Nice”
- 2017: „Good Life”
- 2018: „Legal Now”
- 2018: „Love & Reggae”
- 2020: „Hold Firm”
- 2020: „Brighter Days”